# Lauterique
Lauterique est une municipalité du Honduras, située dans le département de La Paz. La municipalité comprend 4 villages et 30 hameaux. Lauterique est fondée en 1777.

## Source de la traduction
- (es) Cet article est partiellement ou en totalité issu de l’article de Wikipédia en espagnol intitulé « Lauterique » (voir la liste des auteurs).